# Sven Ulreich
Sven Ulreich (Schorndorf, 3 de agosto de 1988) es un futbolista alemán que juega de portero en el Bayern de Múnich de la 1. Bundesliga de Alemania.

## Trayectoria

### VfB Stuttgart
Sven empezó su carrera deportiva en el VfB Stuttgart II atajando los primeros cuatro partidos de la Regionalliga 2007-08, manteniendo la valla invicta durante ese período. Jugó un total de 10 partidos durante toda la temporada, recibiendo 10 goles y dos tarjetas amarillas.
En enero de 2008, fue ascendido al primer equipo del VfB Stuttgart. Por lo tanto alternaba entre el equipo de primera y el equipo de reserva. Hizo su debut en la 1. Bundesliga 2007-08 el 9 de febrero de 2008, en la derrota por 3-1 contra el Hertha Berlín y obtuvo su primera victoria como arquero titular el 16 de febrero de 2008, contra el MSV Duisburgo.
El 6 de abril de 2010, Ulreich extendió su contrato en el VfB Stuttgart hasta el verano de 2013. El 20 de enero de 2012 extendió su contrato hasta junio de 2017.
Para la temporada 2015-16, Ulreich transferido al Bayern de Múnich, dejando el Stuttgart donde había permanecido desde el año 1998.

### Bayern de Múnich

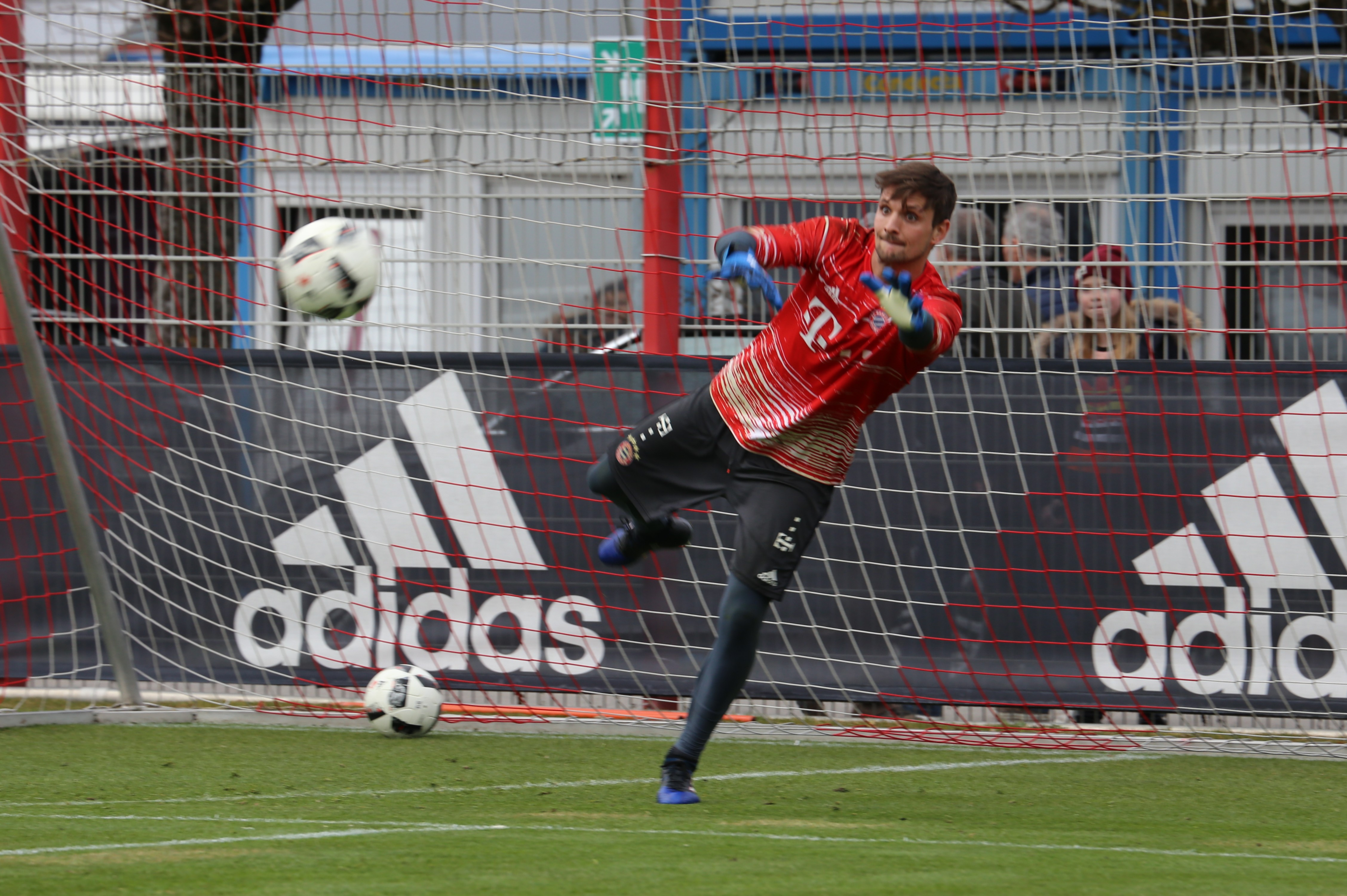
Ulreich en 2017.

Su pase al Bayern se concretó en junio de 2015 y firmó un contrato hasta 2018. Fue convocado para disputar la Supercopa de Alemania 2015, donde integró el banco de suplentes. En su primera temporada solo llegó a disputar tres partidos, donde recibió 2 goles. La temporada 2016-17 la terminó con siete apariciones y 10 goles en contra.
En la temporada 2017-18, debido a la grave lesión que sufrió el arquero titular Manuel Neuer, Ulreich se ganó el puesto de titular. Comenzó la temporada jugando la Supercopa de Alemania 2017. Jugó un papel fundamental en el Bayern para encaminarse a su sexto título de liga de forma consecutiva, que se confirmó en una victoria 1-4 contra el F. C. Augsburgo el 7 de abril de 2018. Sin embargo, el Bayern Múnich fue eliminado de la Champions League 2017-18 en parte debido a un error cometido por Sven. Bayern quedó eliminado en semifinales al perder contra el Real Madrid, por un resultado global de 4-3. Hasta la fecha, había disputado 46 encuentros en la temporada, recibiendo 44 goles.
En octubre de 2020 se marchó al Hamburgo S. V. En junio de 2021, unos meses después de su marcha, regresó al club.

## Selección nacional
Fue miembro de los equipos sub-16, sub-19 y sub-21 de Alemania.
El 1 de junio de 2019 recibió su primera convocatoria con la selección absoluta aunque no disputó ni un solo minuto.

## Estadísticas

### Clubes
Actualizado al último partido disputado el 1 de noviembre de 2022.
| VfB Stuttgart II · Alemania | 4.ª                 | 2006-07             | 10  | -10  | -  | -   | -  | -   | - | -  | 10  | -10  | 1    |
| VfB Stuttgart II · Alemania | 4.ª                 | 2007-08             | 19  | -13  | -  | -   | -  | -   | - | -  | 19  | -13  | 0.68 |
| VfB Stuttgart II · Alemania | 3.ª                 | 2008-09             | 36  | -47  | -  | -   | -  | -   | - | -  | 36  | -47  | 1.31 |
| VfB Stuttgart II · Alemania | 3.ª                 | 2009-10             | 8   | -11  | -  | -   | -  | -   | - | -  | 8   | -11  | 1.38 |
| VfB Stuttgart II · Alemania | Total club          | Total club          | 73  | -81  | -  | -   | -  | -   | - | -  | 73  | -81  | 1.11 |
| VfB Stuttgart · Alemania | 1.ª                 | 2007-08             | 11  | -16  | 1  | -2  | 0  | 0   | - | -  | 12  | -18  | 1.5  |
| VfB Stuttgart · Alemania | 1.ª                 | 2008-09             | 0   | 0    | 0  | 0   | 0  | 0   | - | -  | 0   | 0    | 0.00 |
| VfB Stuttgart · Alemania | 1.ª                 | 2009-10             | 4   | -3   | 1  | -1  | 0  | 0   | - | -  | 5   | -4   | 0.8  |
| VfB Stuttgart · Alemania | 1.ª                 | 2010-11             | 34  | -59  | 3  | -8  | 11 | -11 | - | -  | 48  | -78  | 1.63 |
| VfB Stuttgart · Alemania | 1.ª                 | 2011-12             | 34  | -46  | 4  | -4  | -  | -   | - | -  | 38  | -50  | 1.32 |
| VfB Stuttgart · Alemania | 1.ª                 | 2012-13             | 34  | -55  | 6  | -5  | 12 | -13 | - | -  | 52  | -73  | 1.4  |
| VfB Stuttgart · Alemania | 1.ª                 | 2013-14             | 31  | -58  | 1  | 0   | 4  | -5  | - | -  | 36  | -63  | 1.75 |
| VfB Stuttgart · Alemania | 1.ª                 | 2014-15             | 28  | -44  | 1  | -2  | -  | -   | - | -  | 29  | -46  | 1.59 |
| VfB Stuttgart · Alemania | Total club          | Total club          | 176 | -281 | 17 | -22 | 27 | -29 | - | -  | 220 | -332 | 1.05 |
| Bayern de Múnich · Alemania | 1.ª                 | 2015-16             | 1   | -1   | 1  | -1  | 1  | 0   | 0 | 0  | 3   | -2   | 0.67 |
| Bayern de Múnich · Alemania | 1.ª                 | 2016-17             | 5   | -4   | 1  | -3  | 1  | -3  | 0 | 0  | 7   | -10  | 1.43 |
| Bayern de Múnich · Alemania | 1.ª                 | 2017-18             | 29  | -26  | 6  | -7  | 11 | -12 | 1 | -2 | 48  | -49  | 1.02 |
| Bayern de Múnich · Alemania | 1.ª                 | 2018-19             | 9   | -9   | 3  | -8  | 0  | 0   | 0 | 0  | 12  | -17  | 1.42 |
| Bayern de Múnich · Alemania | 1.ª                 | 2019-20             | 1   | -1   | 0  | 0   | 0  | 0   | 0 | 0  | 1   | -1   | 1    |
| Bayern de Múnich · Alemania | 1.ª                 | 2021-22             | 6   | -11  | 1  | 0   | 1  | -1  | 0 | 0  | 8   | -12  | 1.5  |
| Bayern de Múnich · Alemania | 1.ª                 | 2022-23             | 3   | -2   | 2  | -1  | 3  | 2   | 0 | 0  | 8   | -5   | 0.63 |
| Bayern de Múnich · Alemania | Total club          | Total club          | 54  | -54  | 14 | -20 | 17 | -18 | 1 | -2 | 86  | -96  | 1.12 |
| Total en su carrera | Total en su carrera | Total en su carrera | 303 | -416 | 31 | -42 | 44 | -47 | 1 | -2 | 380 | -509 | 1.34 |
| (1) Incluye datos de Copa de Alemania (2007-2018). (2) Incluye Liga de Campeones (2015-2018), Europa League (2007-2011/2012-14). (3) Incluye datos de Supercopa de Alemania (2015-17). |                     |                     |     |      |    |     |    |     |   |    |     |      |      |

## Palmarés

### Títulos nacionales
| Competición           | Club             | País     | Año  |
| --------------------- | ---------------- | -------- | ---- |
| 1. Bundesliga         | Bayern de Múnich | Alemania | 2016 |
| Copa de Alemania      | Bayern de Múnich | Alemania | 2016 |
| Supercopa de Alemania | Bayern de Múnich | Alemania | 2016 |
| 1. Bundesliga         | Bayern de Múnich | Alemania | 2017 |
| Supercopa de Alemania | Bayern de Múnich | Alemania | 2017 |
| 1. Bundesliga         | Bayern de Múnich | Alemania | 2018 |
| Supercopa de Alemania | Bayern de Múnich | Alemania | 2018 |
| 1. Bundesliga         | Bayern de Múnich | Alemania | 2019 |
| Copa de Alemania      | Bayern de Múnich | Alemania | 2019 |
| 1. Bundesliga         | Bayern de Múnich | Alemania | 2020 |
| Copa de Alemania      | Bayern de Múnich | Alemania | 2020 |
| Supercopa de Alemania | Bayern de Múnich | Alemania | 2021 |
| 1. Bundesliga         | Bayern de Múnich | Alemania | 2022 |
| Supercopa de Alemania | Bayern de Múnich | Alemania | 2022 |
| 1. Bundesliga         | Bayern de Múnich | Alemania | 2023 |
| 1. Bundesliga         | Bayern de Múnich | Alemania | 2025 |
| Supercopa de Alemania | Bayern de Múnich | Alemania | 2025 |

### Títulos internacionales
| Competición                  | Club             | País     | Año  |
| ---------------------------- | ---------------- | -------- | ---- |
| Liga de Campeones de la UEFA | Bayern de Múnich | Portugal | 2020 |
| Supercopa de Europa          | Bayern de Múnich | Hungría  | 2020 |